# Вигицоло (Бреша)
Вигицоло (итал. Vighizzolo) је насеље у Италији у округу Бреша, региону Ломбардија.
Према процени из 2011. у насељу је живело 2798 становника. Насеље се налази на надморској висини од 111 м.